# Jelendol, Tržič
Jelendol je naselje v Občini Tržič.
Jelendol, ki se je do leta 1955 imenoval Puterhof, pred tem St. Katharina, leži ob reki Tržiška Bistrica in je s cesto v Dovžanovi soteski, ki jo je dal 1895 zgraditi Julij Born, povezan z 10 km oddaljenim občinskim središčem. Razvoju Jelendola je ob prehodu iz 19. v 20. stoletje dal največji razmah prihod družine Born. Bornovi so tu zgradili žago, manjšo hidroelektrarno in gozdno železnico iz Jelendola proti Medvodju.